# Platyzosteria scabrella
Platyzosteria scabrella es una especie de cucaracha terrestre del género Platyzosteria, tribu Polyzosteriini, subfamilia Polyzosteriinae. Fue descrita científicamente por Tepper en 1893.

## Distribución
Se distribuye por Oceanía: Australia (Victoria, Nueva Gales del Sur, Australia Meridional).